# Ковалі (Малоберестовицька сільська рада)
Ковалі (біл. Кавалі) — село в складі Берестовицького району Гродненської області, Білорусь. Село підпорядковане Малоберестовицькій сільській раді, розташоване у західній частині області.